# کاروانسرای میرزا حسین خان
کاروانسرای میرزا حسین خان مربوط به دوره زنديه است و توسط ميرزا حسين خان رايني از حاكمان كرمان در دوران زنديه ساخته شده است. اين كاروانسرا در کرمان، بازار بزرگ شهر و در حدفاصل بازار کفاشان قديم (كلاه مالها) و بازار طلافروشان واقع شده است. درب شرقي كاروانسرا در بازار كفاشها و روبروي كاروانسراي جر باز مي شود و درب غربي آن به سمت قيصريه ابراهيم خان ظهيرالدوله باز مي شود.
این کاروانسرا طولی می‌باشد که دارای ۵۵ باب حجره است و مانند دیگر کاروانسرا‌های کرمان در دو طبقه ساخته شده است. هم اکنون بخش عمده‌ای از آن خراب شده و بقیه کاروانسرا به عنوان انبار استفاده می‌شود.
این اثر در تاریخ ۱۰ مهر ۱۳۸۰ با شمارهٔ ثبت ۴۱۸۹ به‌عنوان یکی از آثار ملی ایران به ثبت رسیده .